# Sókratés
Sókratés (469 nebo 470 v Athénách – 399 př. n. l. v Athénách), řecky Σωκράτης, někdy psáno bez diakritiky Sokrates, byl athénský filozof, učitel Platónův. Je považován za jednu z nejvýznamnějších postav evropské filozofie, neboť na rozdíl od svých předchůdců předsókratiků, kteří pátrali po původu a příčinách světa, Sókratův zájem se soustředil na záležitosti člověka a společnosti; jak praví Cicero, „snesl filozofii z nebe na zem“. Svou dialektickou metodou položil základy západního kritického myšlení.

## Život Sókratův

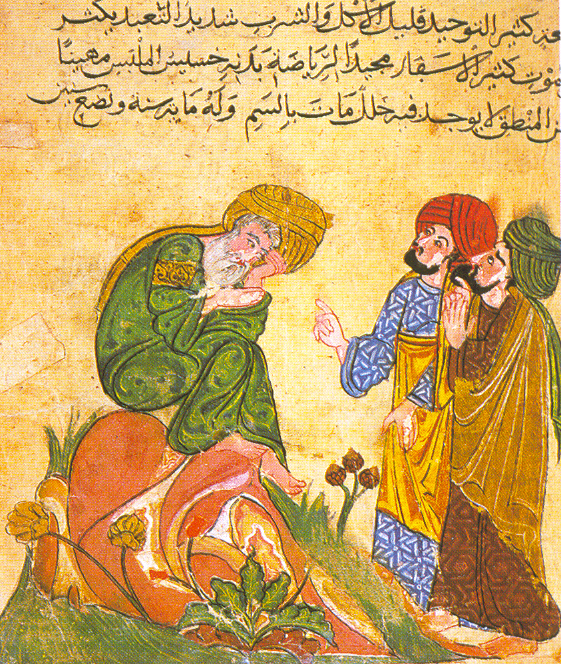
Sókratés v perském rukopisu

Sókratés sám nezanechal žádné filozofické spisy, ačkoliv podle Platónova dialogu Faidón měl těsně před smrtí napsat báseň a zveršovat Aisópovy bajky. Obával se totiž, zda snad to po něm nechtěl bůh, a nechtěl odejít ze života neposlechnuv boží přikázání. Aristofanés si ze Sókrata, jemuž tehdy bylo po čtyřicítce, dělá legraci ve své komedii Oblaka a v dalších hrách (např. Ptáci, Kalliás, Eupolis a Telekleidés). Hlavním pramenem informací o Sókratovi jsou spisy dvou jeho žáků – Xenofóna a Platóna (Obrana Sókratova, Kritón, Faidón, Symposion, Theaitétos, Parmenidés). Další informace lze nalézt v díle Platónova žáka Aristotela. Sochy a busty, které Sókrata znázorňují jako šeredného muže, se pravděpodobně inspirovaly Platónovým a Xenofónovým popisem, přirovnávajícím jej v žertu k silénům a satyrům (Platón – Symposion, Theaitétos; Xenofón – Symposion).
Otcem Sókratovým byl sochař Sofróniskos a matkou porodní bába Fainareté, pocházel z dému Antiochidova a narodil se v 3. roce 77. Olympiády. O jeho mládí nevíme mnoho, zřejmě se mu ale dostalo vzdělání, které mu otec podle athénských zákonů musel poskytnout – gymnastika, hudba, gramatika (zahrnovala četbu Homéra, Hésioda a dalších básníků). Oženil se s Xantippou, s níž měl tři syny. Sókratés sám se zmiňoval o tom, že když se naučil žít s Xantippou, dovedl by se vypořádat s kterýmkoli jiným člověkem právě tak, jako krotitel koní je po zkrocení opravdu divokých zvířat schopen jednoduše nakládat se zvířaty klidnými. Mezi Sókratovy zábavy patřily návštěvy symposií, tedy pitek, v nichž nezůstával pozadu.
Za první fáze Peloponéské války se účastnil bitvy u Potidají, bitvy u Délia a bitvy u Amfipole. Z Platónova Symposia se dovídáme, že měl blízko k vyznamenání za statečnost, které nakonec dostal mladý Alkibiadés, jehož tehdy v bitvě poraněného Sókratés nechtěl opustit, čímž mu měl zachránit život. Platón v Symposiu uvádí Alkibiadovu řeč následovně: "Já jsem tehdy, Sókrate, vybízel vůdce, aby dali vyznamenání tobě, a za to mne ani nepokáráš, ani neřekneš, že lžu; ale když vůdcové, přihlížejíce k mému postavení, chtěli dát to vyznamenání mně, sám jsi usiloval horlivěji než vůdcové, abych já je dostal spíše nežli ty". Thúkýdidovy Dějiny peloponéské války zaznamenávají jeho službu v armádě. Podle těchto zdrojů chodil Sókratés jako voják bos, a to dokonce i v bitvě u Potidají, kde athénské vojsko pochodovalo přes zamrzlou řeku. Jindy prý Sókratés zůstal stát ve vojenském táboře celý den bez hnutí, ponořen do svých myšlenek.

### Soud se Sókratem a jeho smrt

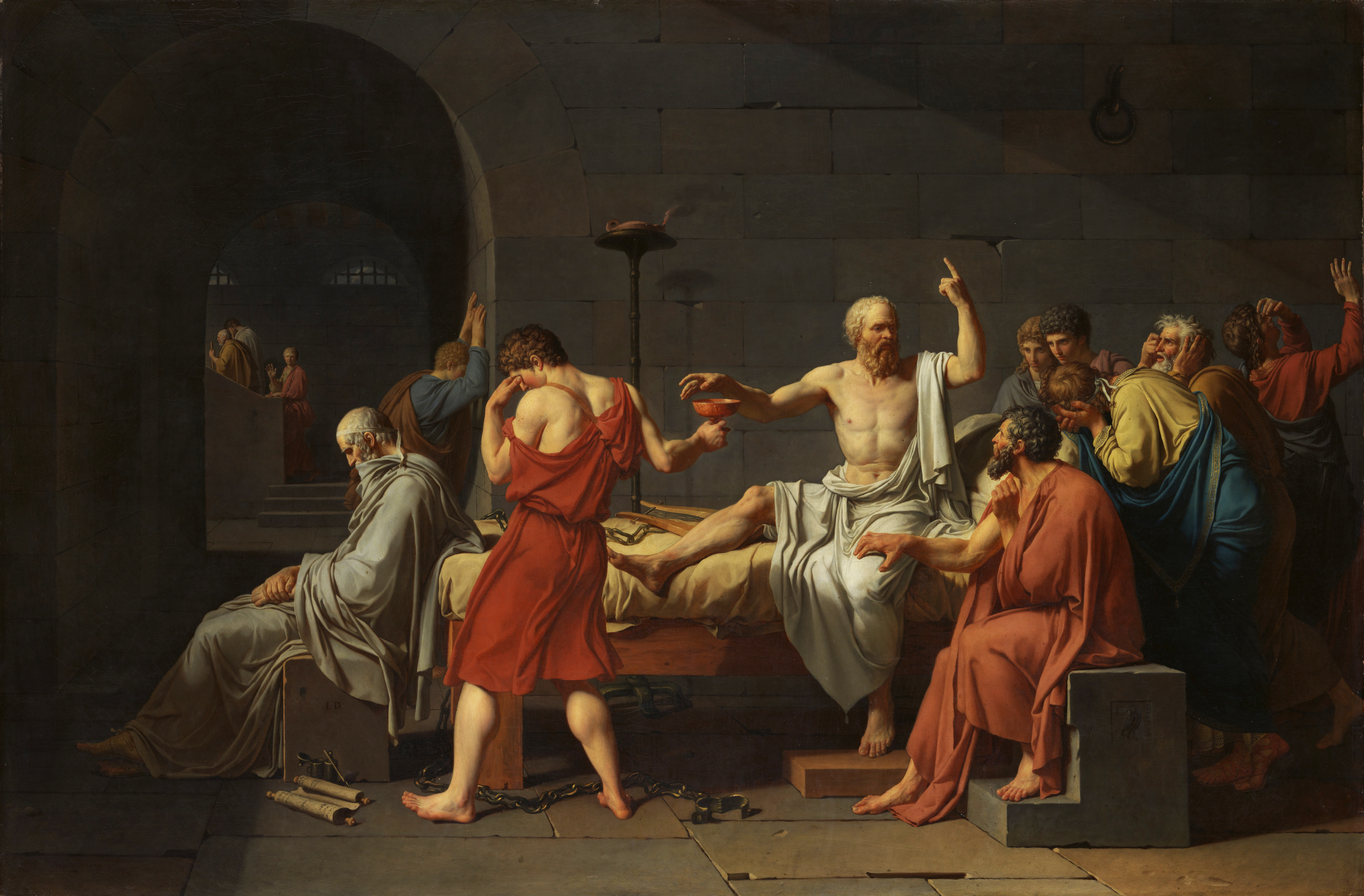
J.-L. David: Smrt Sókratova (1787).

Po roce 422 př. n. l. získali v Athénách vliv mladí političtí reformátoři v čele se Sókratovým žákem Alkibiadem. Kvůli nim vypukla další fáze Peloponéské války, ve které byly Athény se svými spojenci roku 404 poraženy a skončil tak jejich zlatý věk. Vlády v Athénách se chopila tzv. vláda třiceti tyranů, v jejímž čele stál Kritiás, další Sókratův žák. Platón účast v ní odmítl.
Po pádu této vlády byl Sókratés obviňován, že jeho filosofie zrodila tyto vlády a přivedla Athény k porážce ve válce. Athénský lidový soud, vedený třemi významnými osobami, vyšetřoval Sókrata pro podezření z bezbožnosti a kažení athénské mládeže. K tomu možná přispěla i Aristofanova komedie Oblaka, která líčí, jak se vlivem Sókratova učení synové obracejí proti svým otcům.
Za hlavní pramen podávající zprávu o soudu se Sókratem je považován Platónův dialog Obrana Sókrata, což je de facto Platónova verze Sókratovy obhajovací řeči. Dialog má tři části: v první se Sókratés hájí nejen proti vzneseným obviněním Meléta, Anyta a Lykóna (které označuje za "druhé žalobce"), ale především proti žalobcům "prvním", tj. proti pomluvám, které o něm po Athénách kolují. Svou činnost v Athénách vysvětluje tím, že jej bůh pověřil, aby se věnoval filosofii, zkoumal sebe sama i druhé a pečoval tak o duši. Druhou část své řeči pronáší Sókratés v situaci, kdy byl soudem uznán vinným a má si podle tehdejšího athénského práva navrhnout trest jako alternativu k návrhu obžaloby, která žádá jeho smrt. Sókratés však považuje svou filosofickou činnost za prokazování největšího dobrodiní obci, proto si navrhuje jako jediný spravedlivý "trest" doživotní stravování na náklady obce v tzv. prytaneiu, což byla čest prokazovaná olympijským vítězům. Zároveň však souhlasí i s peněžitou pokutou. Třetí část dialogu je pak Sókratovou závěrečnou řečí poté, co se soud přikloní k návrhu obžaloby, tj. k trestu smrti (z 501 soudců pro něj hlasovalo 281).
Platónův dialog Kritón zachycuje situaci, kdy do vězení za odsouzeným Sókratem přichází jeho starý přítel Kritón a nabízí mu, že mu pomůže uprchnout. Sókratés nabídku nepřijímá: útěk by byl nespravedlností, odmítnutím zákonnosti jako takové, zničením platnosti zákonů obce, která přesahuje individuální lidský život.
Poslední den Sókratova života je líčen v dialogu Faidón. Sókratés se zde snaží zbavit své přátele strachu ze smrti a smutku nad tím, že ztratí svého učitele. Přesvědčuje je o tom, že muž, který je dobrý a celý život se věnuje filosofii, se nemusí smrti bát: jednak proto, že duše je nesmrtelná, jednak proto, že filosofie duši očišťuje od zla (tj. těla), dokonce i od zla největšího: od přesvědčení, že nejpravdivější a nejskutečnější je to, co tělu způsobuje nejsilnější slasti nebo bolesti. V závěru dialogu vypije Sókratés číši bolehlavu a umírá.

#### Ukázka z Obrany Sókrata
„Nevzniká z peněz ctnost, ale z ctnosti vznikají peníze i všechny ostatní pro lidi dobré věci, v soukromí i v obci. Jestliže hlásáním těchto zásad kazím mládež, byly by tyto zásady škodlivé. Tvrdí-li však někdo, že hlásám něco jiného, mluví nepravdu. A tak bych mohl jenom říci: Poslechněte, Athéňané, Anyta nebo neposlechněte a osvoboďte mne nebo neosvoboďte, vězte však, že nebudu jednat jinak, ani kdybych měl stokrát umřít!“

### Sókratovská či maieutická metoda
Největším přínosem západnímu myšlení je Sókratova dialogická metoda tázání, která se nazývá sókratovská či maieutická. Jde o negativní metodu vylučování hypotéz, kdy lepší hypotézy jsou zastávány a horší vylučovány, pokud vedou ke sporu. Postupně se dospívá k hypotézám, tvrzením a axiomům, na nichž tyto hypotézy stojí a které nevědomě vytvářejí názor člověka na danou otázku (převážně etického charakteru). Název maieutická metoda či maieutika pochází ze samotné metody, která přivádí na svět implicitní názory tázaného, kterým pak sám lépe porozumí (řecké μαιεύτρια maieutria znamená porodní bába).

### „Vím, že nic nevím“
Výrok Sókratovi připisovaný, alespoň mezi lidmi, pocházející nejspíše z příliš odvážné interpretace Platónových dialogů, především snad dialogu Theaitétos (150c, 210c). Stručně a snad i do určité míry výstižně o věci vypovídají dva níže uvedené úryvky.
Zašel jsem ke kterémusi z mužů podle zdání moudrých, abych buď tam anebo nikde usvědčil věštírnu z nepravdy a ukázal její odpovědi: „Tento muž je nade mne moudřejší, a ty jsi tvrdila, že já jsem moudřejší.“ A tu, když jsem ho prozkoumával – nepotřebuji ho totiž uvádět jménem, ale byl to jeden z politiků, u kterého se mi něco takového stalo, občané athénští, když jsem ho zkoumal a rozmlouval s ním –, nabyl jsem mínění, že se tento muž zdá moudrým, jak mnoha jiným lidem, tak obzvláště sám sobě, ale že moudrý není; a potom jsem se pokoušel mu ukazovat, že se domnívá, že je moudrý, ale že není. Tu jsem si tím znepřátelil i jeho i mnohé z přítomných; avšak odcházeje uvažoval jsem sám u sebe, že proti tomuto člověku jsem já opravdu moudřejší; bezpochyby totiž ani jeden ani druhý z nás neví nic dokonalého, ale tento se při svém nevědění domnívá, že něco ví, kdežto já ani nevím, ani se nedomnívám, že vím; podobá se tedy, že jsem nad něho moudřejší aspoň o něco málo, právě o to, že co nevím, ani se nedomnívám, že vím.
(Obrana Sókrata, překlad F. N.)
Euth. Nuže tedy mi odpověz: jest něco, co znáš? Soc. Ovšem, děl jsem já, a to mnoho věcí, arci malých.
(Euthydémos, překlad F. N.)

## Sókratovské dialogy
Sókratovské dialogy jsou dílo Platónovo, literární forma rozhovoru mezi (fiktivním) Sókratem a dalšími postavami jeho doby. Ideje, které se Platón snaží zprostředkovat, nevycházejí přímo z úst jednotlivých postav, ale objevují se postupně prostřednictvím sókratovské metody a pod jeho vedením. Jedním z vrcholů této dialogické metody je například dialog o zbožnosti, Euthyfrón.
V Platónově filozofickém systému je učení procesem vzpomínání či upamatování. Duše, dříve než se vtělí do těla, přebývala ve světě idejí. Tam viděla věci tak, jak skutečně jsou, a nikoli jen stíny či obtisky těchto věcí, které pozorujeme na zemi. Procesem tázání může být duše přivedena k tomu, aby se upamatovala na ideje v jejich čisté podobě a došla tak moudrosti.